# Aeroportul Varginha
Aeroportul Varginha (IATA: VAG, ICAO: SBVG) este un aeroport din Minas Gerais, Brazilia ce deservește zona Varginha. Aeroportul a fost tranzitat în 2022 de 76 de pasageri. A fost numit după zona deservită.
Situat la o altitudine de 922 m, aeroportul dispune de 1 pistă.

## Infrastructură

### Piste
Aeroportul dispune de o singură pistă. Pista 4/22 are suprafața de asfalt și dimensiunile 1.500 m × 30 m. 